# Xamaix

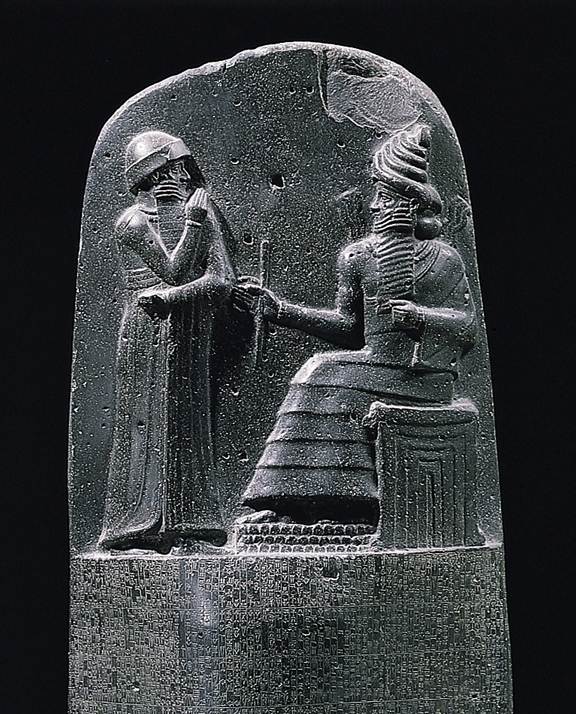
Gravat del Codi d'Hammurabi, que representa Xamaix assegut al davant del conquistador babiloni

Xamaix (accadi: Šamaš; fenici: 𐤔𐤌𐤔 šmš; siríac clàssic: ܫܡܫܐ, šemša; hebreu: שֶׁמֶשׁ, šemeš‎; àrab: شمس, xams) era una divinitat venerada a l'antiga Mesopotàmia (equivalent a l'Utu sumeri (en sumeri, dUD 𒀭𒌓)). D'etimologia semítica, el seu nom significa 'sol'. És un del déus astrals de Babilònia. Està especialment relacionat amb la justícia i els oracles. Era venerat sobre tot a les ciutats de Sippar i Larsa. A Sippar, Hammurabi li va construir un gran temple i li va dedicar les muralles de la ciutat.
Xamaix, pels sumeris, era fill de Nanna i Ningal, i germà d'Inanna, i els fenicis i babilonis el feien fill d'An i de vegades d'Enlil. Estava casat amb Sherida, deessa de l'albada. Durant l'Imperi Accadi va ser, amb Nanna i Ixtar, un dels tres components de la «Tríada dels déus» Cada capvespre, anava a l'inframon per la muntanya de l'oest i retornava per la muntanya de l'est; a l'inframon decidia el destí dels morts. Se'l representa amb rajos sortint-li dels braços i portant un ganivet de serra o un disc que surt entre dues muntanyes. Aquest ganivet de serra s'interpreta que li servia per serrar les muntanyes de llevant quan les travessava al matí. També es relaciona amb una estrella de quatre puntes de la que surten els raigs del sol. L'acompanyaven normalment els homes toro i els homes escorpí.